# Вольфґанґ Штредтер
Вольфґанґ Штредтер (нім. Wolfgang Strödter, 5 квітня 1948 — 4 червня 2021) — німецький хокеїст на траві.
Олімпійський чемпіон 1972 року, учасник 1976 року.